# Salda Gölü
Der Salda Gölü ist ein abflussloser See im westlichen Taurus in der türkischen Provinz Burdur. Das Wasser des Sees ist wegen des hohen Magnesiumgehalts alkalisch. Diesem Umstand verdankt der See seine türkise Farbe, aus diesem Grund sind die Strände auch schneeweiß. Eine Besonderheit des Sees ist das Vorkommen von Stromatolithen. Wegen des türkisenen Wassers und der weißen Strände wurde der See auch als „Malediven der Türkei“ bezeichnet.
Der See liegt im südwestanatolischen Seengebiet. Mit seiner Tiefe von 184 m ist der Salda Gölü trotz seiner relativ geringen Fläche der zweittiefste See der Türkei nach dem Vansee. Der Ursprung des Sees ist ungeklärt, anders als andere Seen des südwestanatolischen Seegebiets liegt er nicht in einem Graben. Der Magnesiumgehalt beträgt 97–146 mg pro Liter. Die stromatolithartigen Ablagerungen sind einzigartig und erinnern an außerirdische Ablagerungen.
Rund um den See wurde durch Beschluss des Staatspräsidenten vom 14. März 2019 Nr. 824 ein Schutzgebiet errichtet, das einschließlich des Sees eine Fläche von ca. 295,63 km2 umfasst. Der See liegt in einem Becken und ist großenteils von Wald umgeben. Er ist ein Rastplatz vieler Arten von Wasservögeln auf deren saisonalem Vogelzug. Die touristische Nutzung durch Camping, Picknick und als Badegewässer wurde mit Errichtung des Schutzgebiets stark eingeschränkt, so wurde u. a. auch an den Stränden ein Rauchverbot erlassen.
Die Wälder rund um den See bestehen großenteils aus Rotkiefern (Pinus brutia) und Schwarzkiefern (Pinus nigra), in höheren Lagen aus hoch wachsendem Wacholder. Im Unterholz wachsen Steinlinden, Myrten, Kermeseichen, Wacholder und Schwarzkiefern. Erwähnenswert ist das Vorkommen von zwei endemischen Arten von Königskerzen (Verbascum), Verbascum dudleyanum und Verbascum flabellifolium.

Bilder vom Salda Gölü
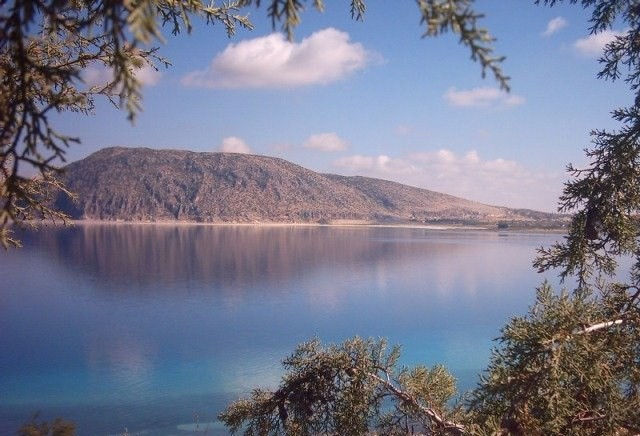
Panoramablick
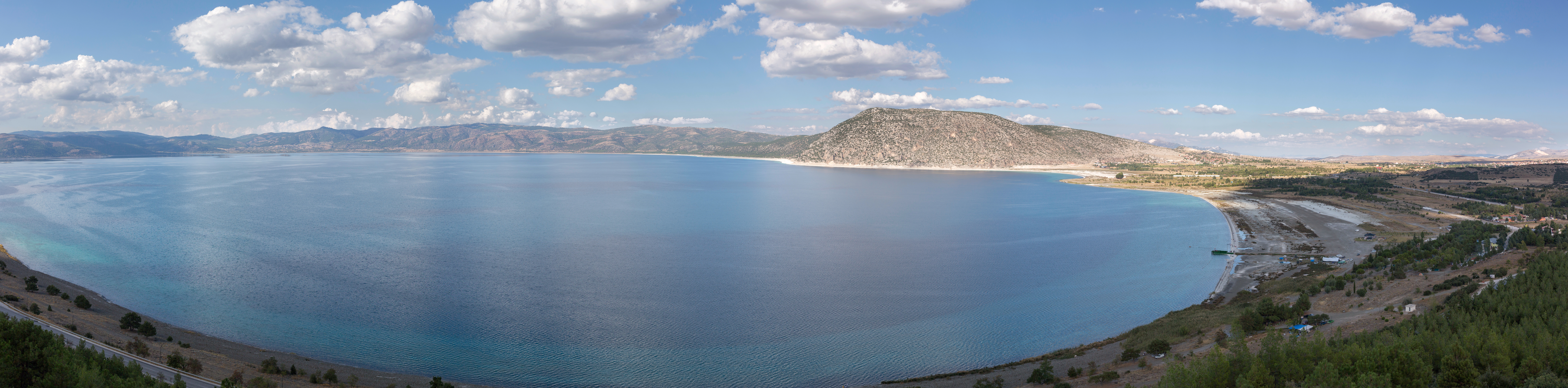
Seeblick
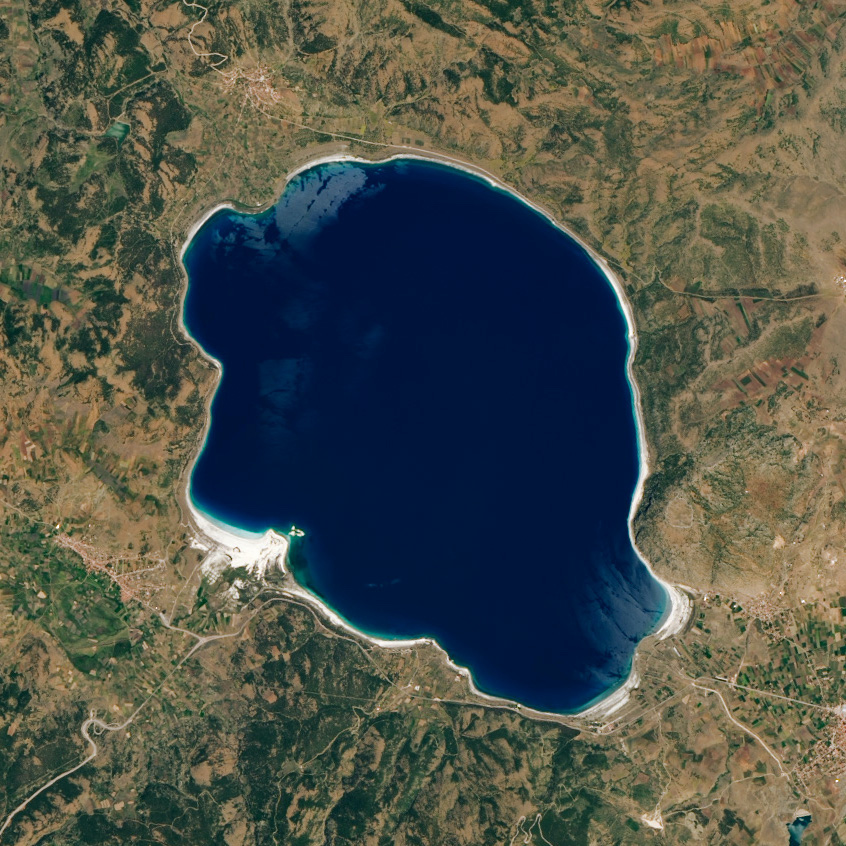
Luftbild
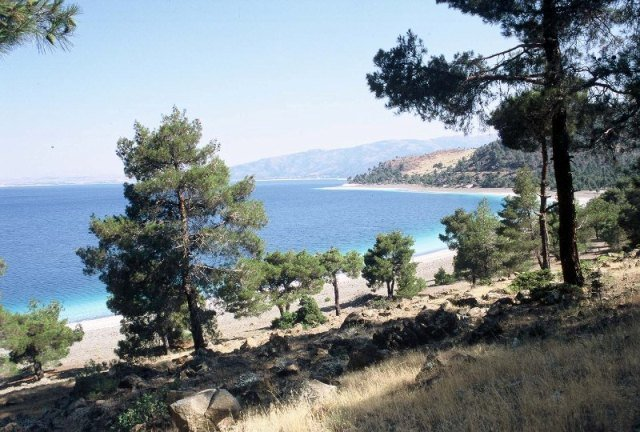
Seeufer
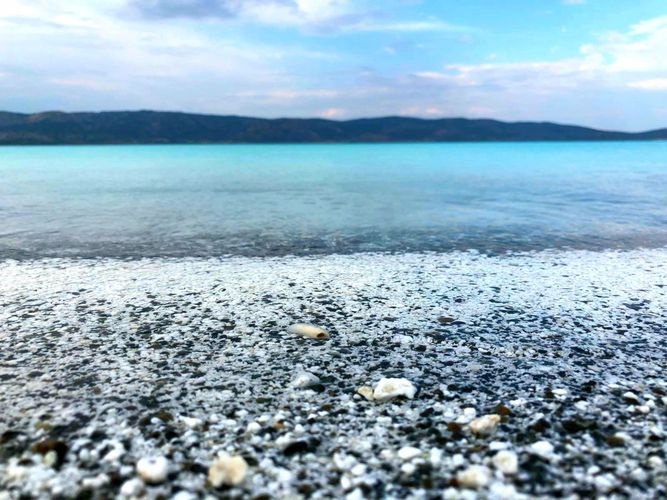
Strand
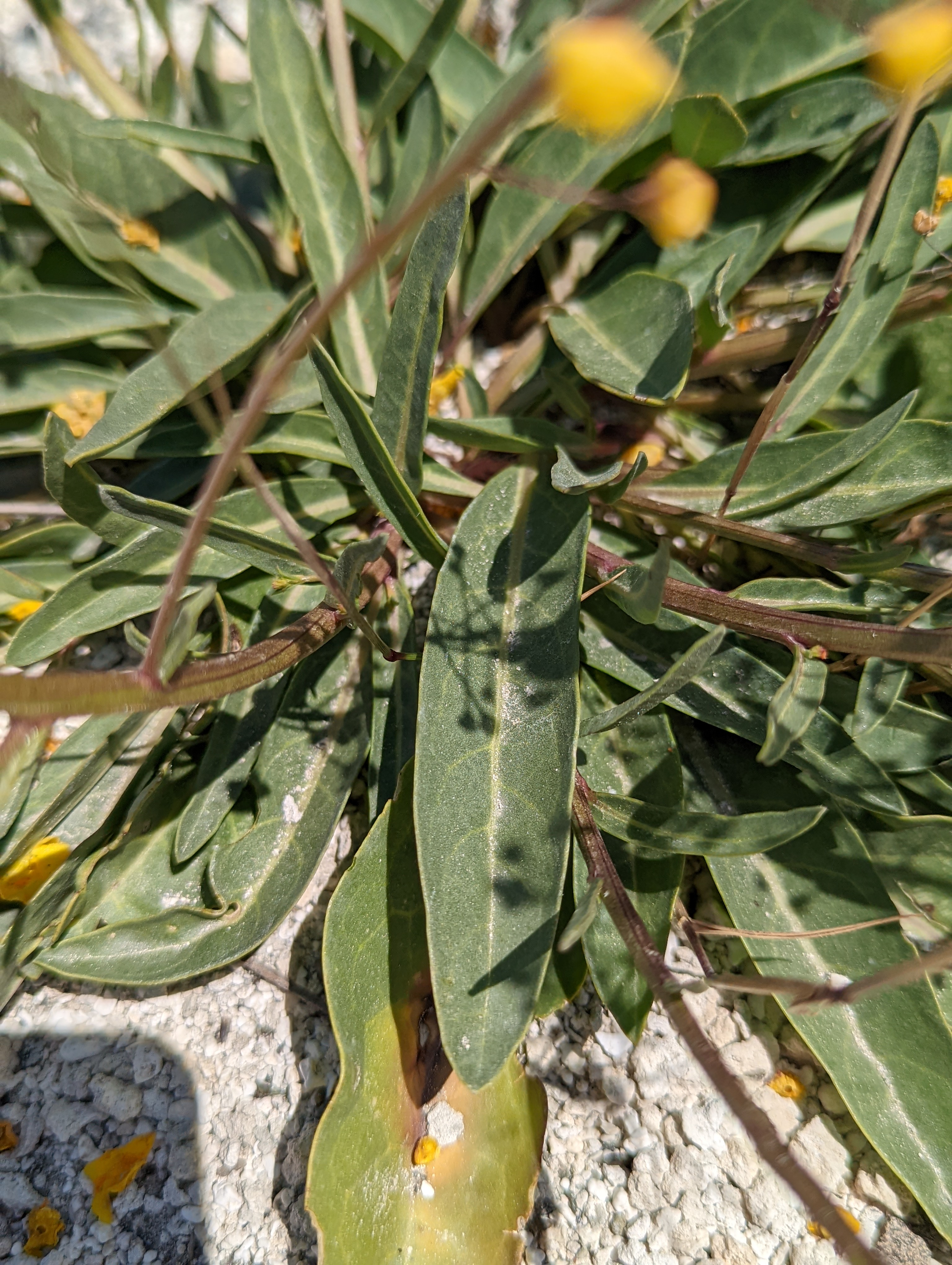
Blätter von Verbascum dudleyanum
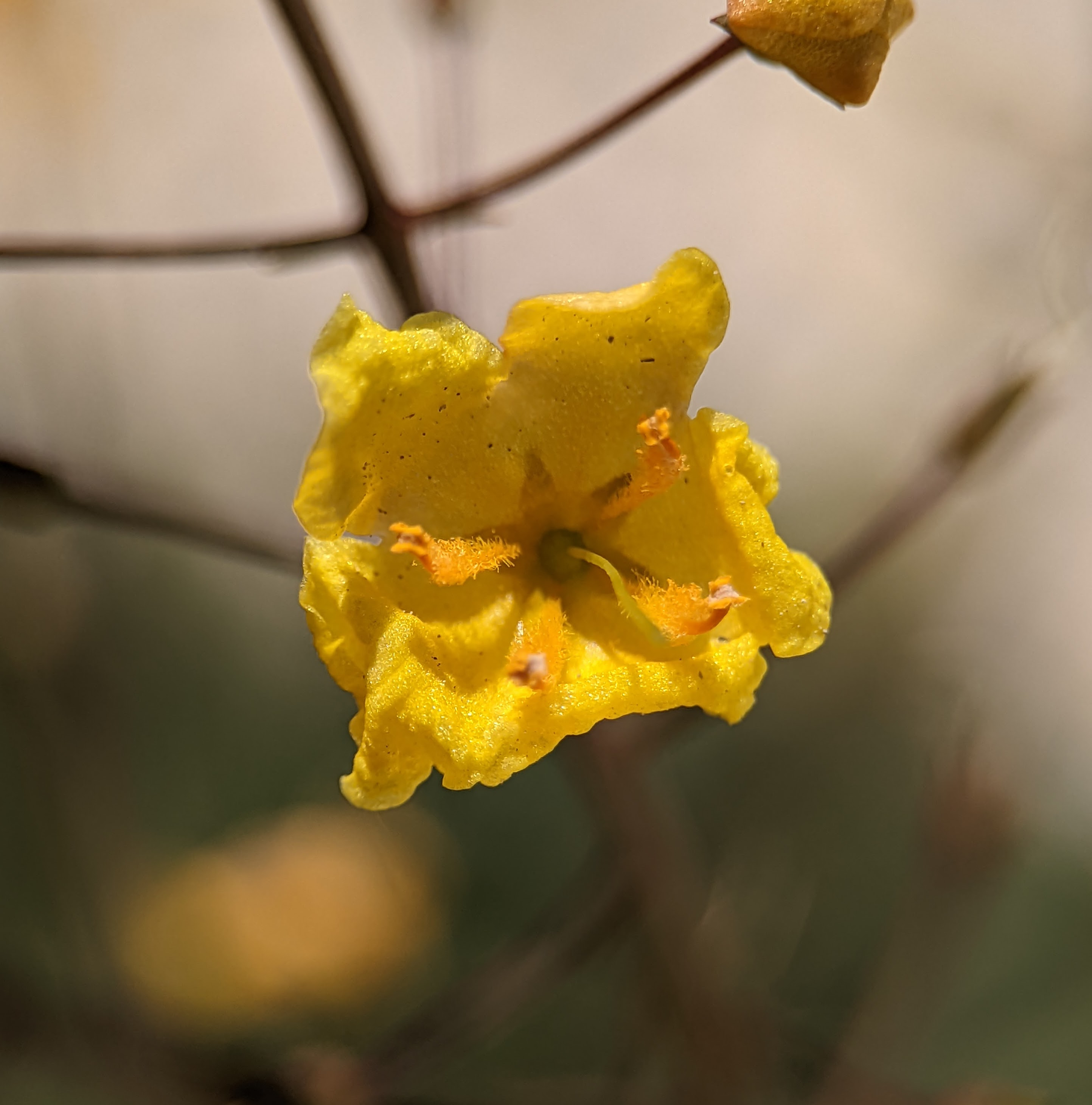
Blüte von Verbascum dudleyanum